# 大成有楽不動産
大成有楽不動産株式会社（たいせいゆうらくふどうさん、英称：Taisei-Yuraku Real Estate Co）は、東京都中央区京橋に本社を置く、日本の不動産会社。大成建設の連結子会社。

## 概要
「オーベル」のブランド名でマンションの分譲事業を行っており、2015年マンション供給戸数ランキングでは全国12位（1,174戸）、首都圏7位（1,141戸）。また、分譲事業と合わせて総合ビル管理業及びマンション管理業を主力事業として行っており、オフィスビル・ホテル・大型商業ビル・競技場等の維持管理を受託する一方で、マンション管理実績は2020年3月末時点の管理受託戸数は5万7,560戸。

## 支店・事業所

### 本社
- 東京都中央区京橋三丁目13番1号(有楽ビル)

### 支店
- 東京ビル管理第一支店
- 東京ビル管理第二支店
- 関西支店
- 九州支店
- 東北支店
- 新潟支店
- 名古屋支店
- 札幌支店
- 横浜支店
- 千葉支店
- 四国支店
- 広島支店
- 関東支店
- 新宿支店
- テクノセンター

## 沿革

### 大成サービス
- 1971年 大成建設グループの施設管理事業を担う企業として、東京都中央区銀座に設立。マンション管理事業に進出（宮前平グリーンハイツ管理開始）。
- 1972年 ビル管理事業に進出（読売銀座ビル本館管理開始）。
- 1979年 戸塚技術研究所に管理事務所（現テクノセンター）開設。
- 1988年 建物遠隔監視システム（ビルネックス24）稼働開始。
- 2006年 株式会社大成ツーリスト一部吸収により、保険・商事業務部（現新宿支店）開設。
- 2008年 施設管理研修センターをリニューアルオープン。

### 有楽土地
- 1953年 大成建設グループの不動産事業を担う企業として、東京都中央区銀座に設立。事業用不動産の仲介事業を開始。
- 1954年 住宅地の分譲事業に進出。損害保険代理店業務を開始。
- 1958年 ビル賃貸事業に進出。
- 1961年 戸建住宅の分譲事業に進出。
- 1963年 本社ビル（東京有楽ビル）竣工に伴い、本店を東京都中央区宝町3丁目（現京橋3丁目）に移転。
- 1966年 不動産鑑定業務を開始。別荘の分譲事業に進出。
- 1967年 マンションの分譲事業に進出。
- 1968年 神奈川県横浜市にて、「ハイツ」シリーズ第1号「片倉ハイツ」を分譲。
- 1969年 等価交換によるマンション第１号「高輪ハイツ」を分譲。
- 1973年11月6日 東京証券取引所第二部に上場。
- 1976年 都心型高級マンション「ロイアルハイツ」シリーズ第1号「お茶の水ロイアルハイツ」を分譲。
- 1984年 東京都渋谷区にて、「オーベル」シリーズ第1号「オーベル渋谷」を分譲。
- 1986年 個人向けの住宅仲介事業を担う企業として、東京都中央区京橋に有楽土地住宅販売（現大成有楽不動産販売）設立。
- 1989年「三鷹駅南口地区市街地再開発事業」に正式参画。
- 1993年「千葉新町地区市街地再開発事業」において、高層ビル「センシティタワー」を竣工。
- 1994年 供給した住宅戸数の累計20,000戸を突破。
- 1995年 「グランツオーベル」シリーズ第1号「グランツオーベル小石川」を分譲。
- 1997年 「オーベルグランディオ」シリーズ第1号「オーベルグランディオ八千代中央」を分譲。
- 2004年 供給した住宅戸数の累計30,000戸を突破。
- 2008年4月7日 東京証券取引所第一部へ指定替え。
- 2010年4月1日 株式交換により大成建設の完全子会社となり、東京証券取引所第一部上場を廃止。
- 2011年 「オーベルアーバンツ」シリーズ第1号「オーベルアーバンツ西荻窪」を分譲。

### 大成有楽不動産
- 2012年 大成サービス株式会社と有楽土地株式会社が合併し、大成有楽不動産株式会社に商号変更[2]。公共施設の維持管理業務を効率化する「PPP型包括管理」を千葉県我孫子市で開始。
- 2014年 全社の建築技術関連機能を集約した部門として、建設本部を新設。賃貸マンション「テラス」シリーズ第1号「上石神井テラス」を竣工。「オーベル」リブランディング ブランドロゴマークを刷新。分譲住宅の供給戸数が累計40,000戸を突破
- 2015年 ISO14001全社取得。多様な事業展開を担う部門として、投資開発本部を新設。賃貸マンション一棟をリノベーションした「テラス本八幡」竣工。
- 2017年 省エネルギーなど様々なビル管理技術の向上を担う専門部門として、技術部を新設。

## 住宅地開発
住宅地の分譲事業は1961年に東京都世田谷区にて分譲開始し、ロイヤルヒルズ玉川学園や1977年の箕面市西小路、1983年の広島市の桐陽台団地などを開発している。

## 主な開発物件
- ガーデンアソシエ－分譲マンション（横浜市栄区・総戸数1,502戸）
- ビーコンタワーレジデンス－分譲マンション（東京都江東区・総戸数440戸）
- トルナーレ日本橋浜町－オフィス・分譲マンション（東京都中央区・総戸数558戸）
- センシティタワー
- 御茶ノ水ソラシティ